# Алман (Дордоња)
Алман (фр. Allemans) насеље је и општина у југозападној Француској у региону Аквитанија, у департману Дордоња која припада префектури Периже.
По подацима из 2011. године у општини је живело 574 становника, а густина насељености је износила 30,61 становника/km². Општина се простире на површини од 18,75 km². Налази се на средњој надморској висини од 116 метара (максималној 167 m, а минималној 47 m).

## Демографија
| 1962. | 1968. | 1975. | 1982. | 1990. | 1999. | 2011. |
| ----- | ----- | ----- | ----- | ----- | ----- | ----- |
| 485   | 519   | 511   | 506   | 489   | 540   | 574   |

График промене броја становника у току последњих година